# Élection gouvernorale dans l'oblast de Kemerovo-Kouzbass de 2024
L'élection gouvernorale anticipée dans l'oblast de Kemerovo-Kouzbass de 2024 a lieu le 8 septembre 2024 lors des infranationales russes afin d'élire le gouverneur de l'oblast de Kemerovo-Kouzbass, l'un des oblasts de la fédération de Russie. Le gouverneur par intérim Ilia Serediouk brigue un mandat complet.

## Contexte

### National
L'actualité russe est marquée par l'invasion russe de l'Ukraine depuis 2022 ainsi que par la réélection de Vladimir Poutine en mars 2024, élection considérée comme non-libre. Le principal dirigeant de l'opposition russe, Alexeï Navalny, emprisonné depuis 2021, meurt en détention en février 2024.

### Régional
En mai 2024, le gouverneur Tsiviliov a été mentionné comme futur ministre potentiel de l'Énergie. Le 11 mai 2024, le Premier ministre reconduit Mikhaïl Michoustine a nommé le gouverneur Sergueï Tsivilyov pour siéger dans son deuxième cabinet en tant que ministre de l'Énergie, en remplacement de Nikolaï Choulginov.
Après sa nomination, le gouverneur Tsivilyov a quitté Kemerovo le 12 mai 2024, laissant le premier vice-gouverneur – président du gouvernement de  l'oblast de Kemerovo, Ilia Serediouk, comme gouverneur par intérim jusqu'à ce que le remplaçant temporaire soit nommé par le président. Serediouk et le maire de Tioumen Rouslan Koukharuok ont été mentionnés comme candidats potentiels à la nomination. Le 15 mai, le président Vladimir Poutine a nommé Ilia Serediouk gouverneur par intérim de l'oblast de Kemerovo.

## Système électoral
Le gouverneur est élu au scrutin uninominal majoritaire à deux tours pour un mandat de cinq ans. Est déclaré élu le candidat ayant recueilli la majorité absolue au premier tour. À défaut, les deux candidats arrivés en tête s'affrontent au second tour, et celui recueillant le plus de voix l'emporte.
Dans l'oblast, les candidats ne peuvent être nommés que par des partis politiques enregistrés. Le candidat à la tête de la république doit être citoyen russe et âgé d'au moins 30 ans. Les candidats à la tête ne doivent pas avoir de citoyenneté étrangère ni de permis de séjour. Chaque candidat, pour être inscrit, doit recueillir au moins 8 % des signatures des membres et chefs de municipaliés. Les candidats présentent également 3 candidatures au Conseil de la fédération et le vainqueur de l'élection nomme plus tard l'un des candidats présentés.

## Candidats

### Déclaré
- Ilia Serediouk (Russie unie), gouverneur par intérim de l'oblast de Kemerovo-Kouzbass (2024-présent), ancien premier vice-gouverneur de l'oblast de Kemerovo-Kouzbass – président du gouvernement de l'oblast de Kemerovo-Kouzbass (2022-2024)[9]

## Résultats
| Candidats                | Candidats        | Partis                  | Votes | %   |
| ------------------------ | ---------------- | ----------------------- | ----- | --- |
|                          | Ilia Serediouk   | Russie unie             |       |     |
|                          |                  | Parti communiste        |       |     |
|                          |                  | Parti libéral-démocrate |       |     |
|                          |                  | Russie juste            |       |     |
|                          | Autres candidats |                         |       |     |
|                          |                  |                         |       |     |
| Votes valides            |                  |                         |       |     |
| Votes blancs et nuls     |                  |                         |       |     |
| Total                    | Total            | Total                   |       | 100 |
| Abstention               |                  |                         |       |     |
| Inscrits / participation |                  |                         |       |     |